# 联邦行政会议
聯邦行政會議（英語：Federal Executive Council）是澳大利亞《憲法》下的國家最高行政機關。聯邦行政會議的地位大約等同其他英聯邦國家的行政會議以及英國和加拿大的樞密院。聯邦行政會議由澳大利亞聯邦總督主持，理論上是為總督施政提供“建議”的機構。實際上，除了極少數例外情況外，根據西敏制下的澳大利亞憲政慣例，總督必須依照行政會議的建議行事。與英國和加拿大的樞密院不同，一般澳大利亞的聯邦行政會議不會包括反對黨領袖。

## 組成
《澳大利亞憲法》第62條設立了聯邦行政會議。第64條規定所有國務部長（包括部長和政務次長）都是行政會議成員。行政會議任命為終身制，但一般開會時衹有現任部長會參加。聯邦行政會議的組成與内閣不同：後者衹包括現任的高級部長。聯邦行政會議成員尊稱為“閣下”（The Honourable）。
前部長（包括退休部長）雖然一般不會參加會議，但形式上仍舊是聯邦行政會議成員，並可終身保留“閣下”尊稱。
雖然理論上行政會議由總督主持，但實際上總督一般不會參加會議，而由一位頭銜為“行政會議副主席”的内閣部長代爲主持，此職位一般由同時負責實際部門的内閣部長兼任，但也出現過專任此職的部長，相當於有内閣閣員身份的不管部大臣(相當於台灣行政院政務委員)。
總督有開除行政會議成員的權力，但實際上很少行使。理論上，例如如果某個部長或前部長因嚴重刑事罪被定罪，總督可能會開除此人的行政會議會籍。歷史上較多見的是部長被開除部長職位，但保留行政會議會籍。比較特別的例子是1977年，當選總理马尔科姆·弗雷泽宣佈的内閣名單中包括格蘭·希爾（Glen Sheil），希爾遂宣誓入職行政會議。但在宣誓就職部長職位之前，他就南非種族隔離問題發表了不符合政府政策的言論。弗雷泽因此建議總督不任命他為部長。希爾在擔任了三天無部長職位的行政會議成員后被免職。

## 會議
行政會議開會時總督無須參加，但必須通知總督。會議的法定人数是總督加上兩位在任部長或政務次長。如果總督不到會，法定人数是行政會議副主席加上兩位在任部長或政務次長。如果行政會議副主席缺席會議，則是三位部長，其中一位高級部長主持會議。實際上行政會議開會時一般只有很少幾位部長參加，而不是整個内閣。
《澳大利亞憲法》賦予總督的大多數權力，例如公職任免和批准預算，都是規定由“總督會同會議”行使的：即總督必須依據聯邦行政會議的建議行使這些權利。實際上，聯邦行政會議的功能是正式批准内閣已經通過的決定。就像議會兩院通過的立法經由總督簽字生效一樣，政府的行政舉措也在總理和内閣決定之後經由總督會同行政會議批准后生效。

### 引用
1. ↑  Gavin Souter, Acts of Parliament, p. 624